# Beyeria cinerea
Beyeria cinerea là một loài thực vật có hoa trong họ Đại kích. Loài này được (Müll.Arg.) Baill. mô tả khoa học đầu tiên năm 1866.